# La Pallu
Pallu – miejscowość i gmina we Francji, w regionie Kraj Loary, w departamencie Mayenne.
Według danych na rok 1990 gminę zamieszkiwało 138 osób, a gęstość zaludnienia wynosiła 21 osób/km² (wśród 1504 gmin Kraju Loary Pallu plasuje się na 1095. miejscu pod względem liczby ludności, natomiast pod względem powierzchni na miejscu 1138.).